# Kettles Beck
Der Kettles Beck ist ein Bach der auf dem Austwick Common in North Yorkshire, England entsteht. Der kurze Brow Side Syke und der kurze Goat Gill gehören neben einer Reihe unbenannter Bäche zu seinen Zuflüssen. Der Fen Beck ist sein einziger größerer Zufluss kurz bevor er mit Austwick Beck und Clapham Beck den Wenning bildet.